# ブロア・ヒースの戦い
ブロア・ヒースの戦い（Battle of Blore Heath）は、薔薇戦争の最初の主要な戦いであり、1459年9月23日にイングランドの西ミッドランズ地域スタッフォードシャーのブロア・ヒースで行われた。

## 戦闘の経緯
1455年のセント・オールバーンズの戦いの後、落ち着かない平和がイギリスで続いていた。ランカスター家とヨーク家の間の和解への試みがギリギリの平和を維持していたのだ。だが、双方とも徐々に用心深くなり、武装を進めていった。マーガレット王妃は彼女を支持する貴族達に銀の白鳥の飾りを配って、国王（ヘンリー6世）に対する支援を訴え続けた（実際ヨーク公リチャードの下には、国王への反乱は厳罰となるにもかかわらず、多くの支持者が集まっていた）。
ヨークシャー（Yorkshire）のミドルハム城に本拠を置くヨーク派（司令官：ソールズベリー伯リチャード）は、シュロップシャー（Shropshire）のラドロー城のヨーク派主要軍と連携する必要があった。そのためにソールズベリー伯がミッドランズ北東部のミドルハム城からミッドランズ南西部のラドロー城に向けて行進した際、マーガレット王妃はオードリー卿ジェームス・トゥチェットにそれを捕らえるよう命じた。
オードリー卿はブロア・ヒースの荒野でこれを待ち伏せることにし、1459年9月23日の朝、ソールズベリー伯の進軍に対面する形で、ブロア・ヒースの南西の大きな生垣の後ろに防御的な陣を張った。

## 戦闘の経過
ヨーク派の偵察隊は生垣の頂上に見えるランカスター家の旗を見て、すぐにソールズベリー伯に急を報告した。オードリー卿の軍が森林地帯から出現したとき、ソールズベリー伯は自分たちに倍する敵軍勢が待ち構えていたことを悟り、すぐさまランカスター軍の弓の射程圏外に出るよう指示した。彼は右側面の兵を守るために、補給用の荷馬車を密集させて右翼を保護し、円形のフォーメーションをとった。総崩れの心配から、ヨーク派軍人はこの場所を死に場所と覚悟して、地面にキスしたとも伝えられている。
両軍は約300mの距離を隔てて対峙し、広くて流れの急な小川が間を流れていた。小川は見るからにオードリー卿の進軍を阻んでいた。
最初、双方の指揮官は流血を避けるために停戦の討議を行い、多くの中世の戦いと同様に、両軍の弓兵同士の大弓での決闘によって勝敗を決めることになった。だが、ブロア・ヒースでの両軍の間の距離のため、この方法は決定的ではないと分かった。
そこでソールズベリー伯は、小川を渡っての攻撃が自殺的行為であると知っていたので、敵の方から彼を攻撃するよう促す策略を用いることにした。彼は自身の軍の中央部を、ランカスター派が「敵が撤退している」と信じ込むほどに後退させた。これを見たランカスター派は、装甲部隊の渡河による突撃に着手した。確実に渡り始めたところでソールズベリー伯は兵を戻し、渡河しかけたときを見計らってランカスター派を捕らえるよう命じた。この渡河突撃はオードリー卿の本来企図した命令ではなかった可能性があるが、ソールズベリー伯にとって非常に有利な、両軍の戦力差を均衡にする効果はあった。この突撃によってランカスター派に多くの死傷者が出た。
ランカスター派は引き下がって、そして再び（恐らく死傷者を救おうと試みて）襲撃を行った。この2度目の攻撃では、さらに多くのランカスター派が小川を渡ったので、ヨーク派はさらに大きな戦果を得ることが出来た。この激しい戦いは、オードリー卿自身が（恐らくエレスメア近くのストックスでロジャー・キーナストンによって）戦死したことで終止符を打たれた。
オードリーの死によってランカスター派の指揮は、約4,000人の兵を徒歩で指揮していた副司令官のダドリー卿ジョン・サットンに委ねられた。攻撃の失敗もあって、約500人のランカスター派の兵がヨーク派に合流し、味方を攻撃し始めた。残っているランカスター派の抵抗も失敗し、ヨーク派は敵を殲滅するためにただ進みさえすればよかった。
この殲滅戦は、ヨーク派が田舎道を夜通し逃げる敵を追いかけるという形で夜通し行われた。
ソールズベリー伯はランカスター派増援隊が近くにいることを心配していたので、ラドローへの進軍を望んでいた。そのため彼は追撃を中止し、ドライトンの丘の中腹で野営をした（後にこの場所には彼の名前がつけられることとなる）。兵を先に進めたいもののランカスター派の増援部隊の襲撃も避けたいソールズベリー伯は、ヨーク派がブロア・ヒースの上に未だ残留しているとランカスター派に見せかけるために、地元の修道士を雇って定期的に大砲を発射させた。
この戦闘で少なくとも3,000人が死亡し、ランカスター派の死亡者は2,000人以上といわれる。地元の言い伝えによれば、この小川ではその後3日間血が流れ続けたとされる。

## マーガレット王妃の逃避
伝説によると、オードリー卿の敗北が決定的になる前、マーガレット王妃はこの戦闘を近くのマクルストーン村（Mucklestone）の教会から見ていたと伝えられている。ランカスター家の敗北が決定的になったとき、彼女は彼女の逃避を隠すためにウィリアム・スケルホーン（William Skelhorn）という鍛冶屋を雇って、彼女の馬の蹄鉄を裏返しにさせたといわれる。この鍛冶屋の金床は、このときの記念にマクルストーンの教会の墓地に置かれている。

## その後のブロア・ヒース
この戦いの後、オードリー卿が死んだ場所を表す十字架がブロア・ヒースに立てられた。それは1765年に石の十字架に取り替えられた。この十字架は、今もブロア・ヒースに立っている。オードリー卿の遺体は、ダービシャーのダーレイ・アビィ村（Darley Abbey）に埋葬された。
ブロア・ヒースでは、毎年9月にこの戦いの記念日が制定されている。